# Teodoro Lonfernini
Teodoro Lonfernini (San Marino, 12 maggio 1976) è un politico e notaio sammarinese.

## Carriera politica
Membro del Partito Democratico Cristiano Sammarinese, di cui è presidente del Consiglio Centrale, è stato eletto in Consiglio Grande e Generale per la prima volta nel 2008. Viene nuovamente eletto nel 2012, grazie a 712 preferenze.
È stato nominato Capitano Reggente per il semestre 1º ottobre 2012 - 1º aprile 2013, con Denise Bronzetti.
Attualmente ricopre la carica di Segretario di Stato per il Turismo, con deleghe per lo sport, le telecomunicazioni, i trasporti e la cooperazione economica.
Sposato e padre di tre figli, lavora per lo studio notarile di famiglia.